# 朝日岳 (北海道)
朝日岳（あさひだけ）は北海道札幌市南区定山渓にある山。標高598.1メートル。
定山渓温泉の西に位置し、一番早く朝日を受けるところから、明治の末ごろ御料局職員の田代兵八によって名づけられた。
登山道は2つ。岩戸観音堂横の階段を上った先に入り口がある岩戸公園コースと、豊林荘跡地近くの林道から入る旧豊林荘コース（薄別左岸コース）がある。

## ギャラリー

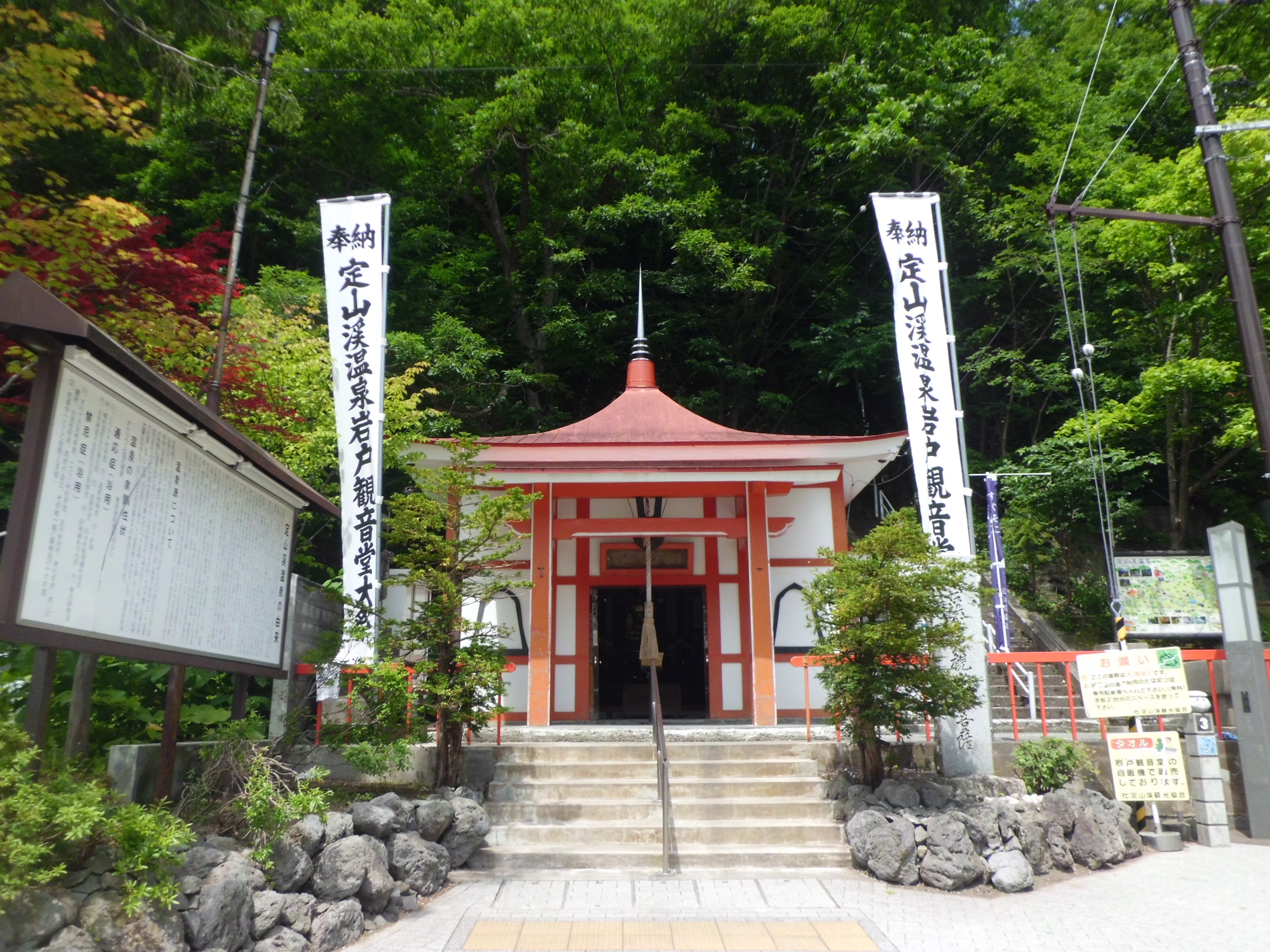
岩戸観音堂
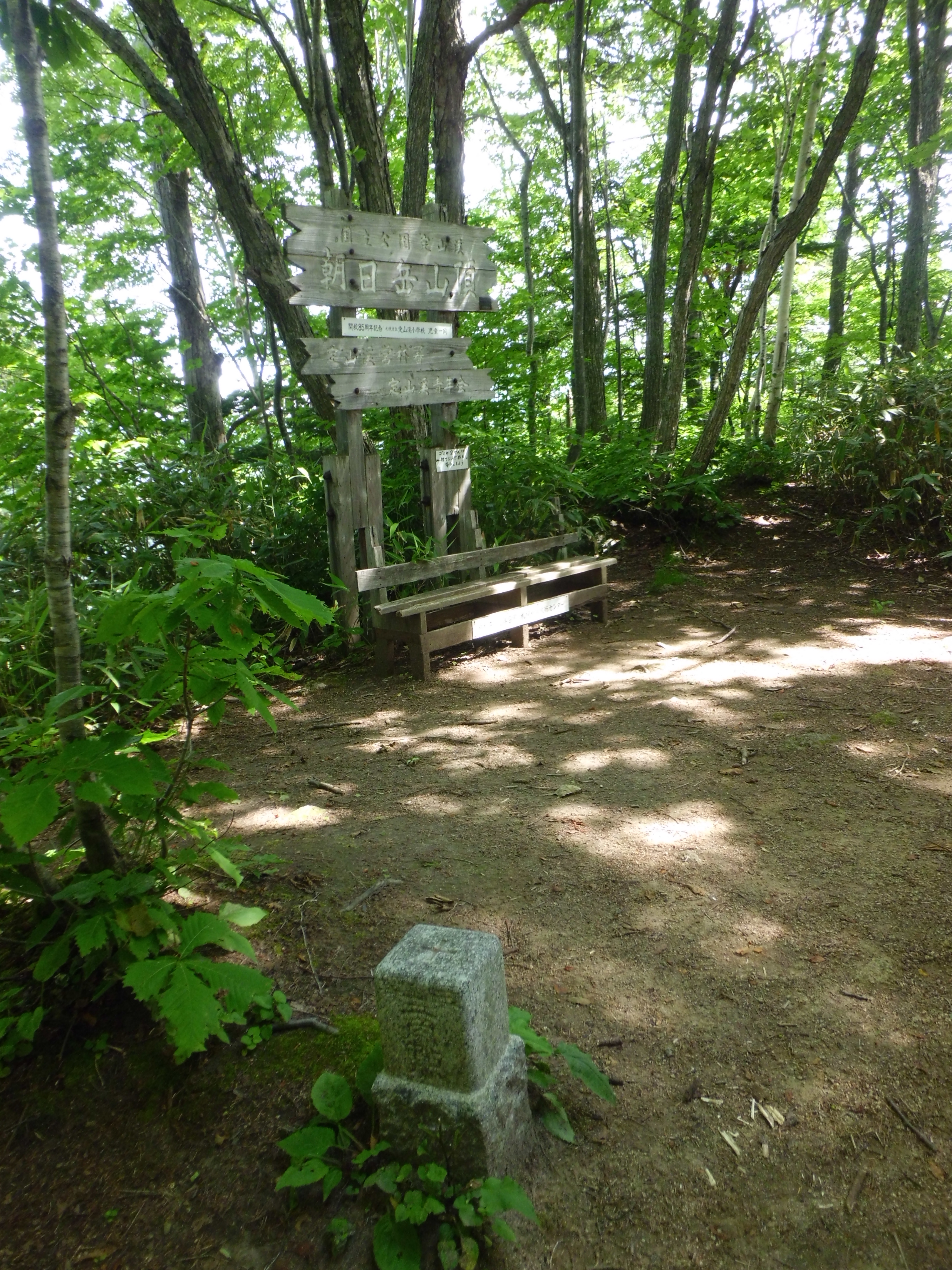
山頂